# New York City Football Club
O New York City Football Club, também conhecido como New York City FC ou abreviado como NYCFC, é um time de futebol profissional dos Estados Unidos com sede na cidade de Nova Iorque que joga na Major League Soccer. O New York City Football Club foi anunciado como o 20º clube da liga americana em 21 de maio de 2013. O clube surgiu de uma criação que envolveu o City Football Group que atuará como dono majoritário do clube, juntamente com a equipe de beisebol New York Yankees, que atuarão com um papel de investidores. É o primeiro clube da MLS da cidade de Nova Iorque, e o segundo da região metropolitana de Nova Iorque depois do New York Red Bulls, com quem faz o Dérbi do rio Hudson.

## História
O comissionário da MSS, Don Garber disse publicamente que a intenção da liga era ter mais um time na área de Nova Iorque (que já contava com o New York Red Bulls) em 2010, e que fizesse a sua estreia na liga a partir de 2013. Inicialmente, a segunda intenção seria a volta do New York Cosmos. Mas os donos do Cosmos se retiraram das negociações com a intenção de entrar em um nível mais baixo da MLS, o que posteriormente aconteceu.

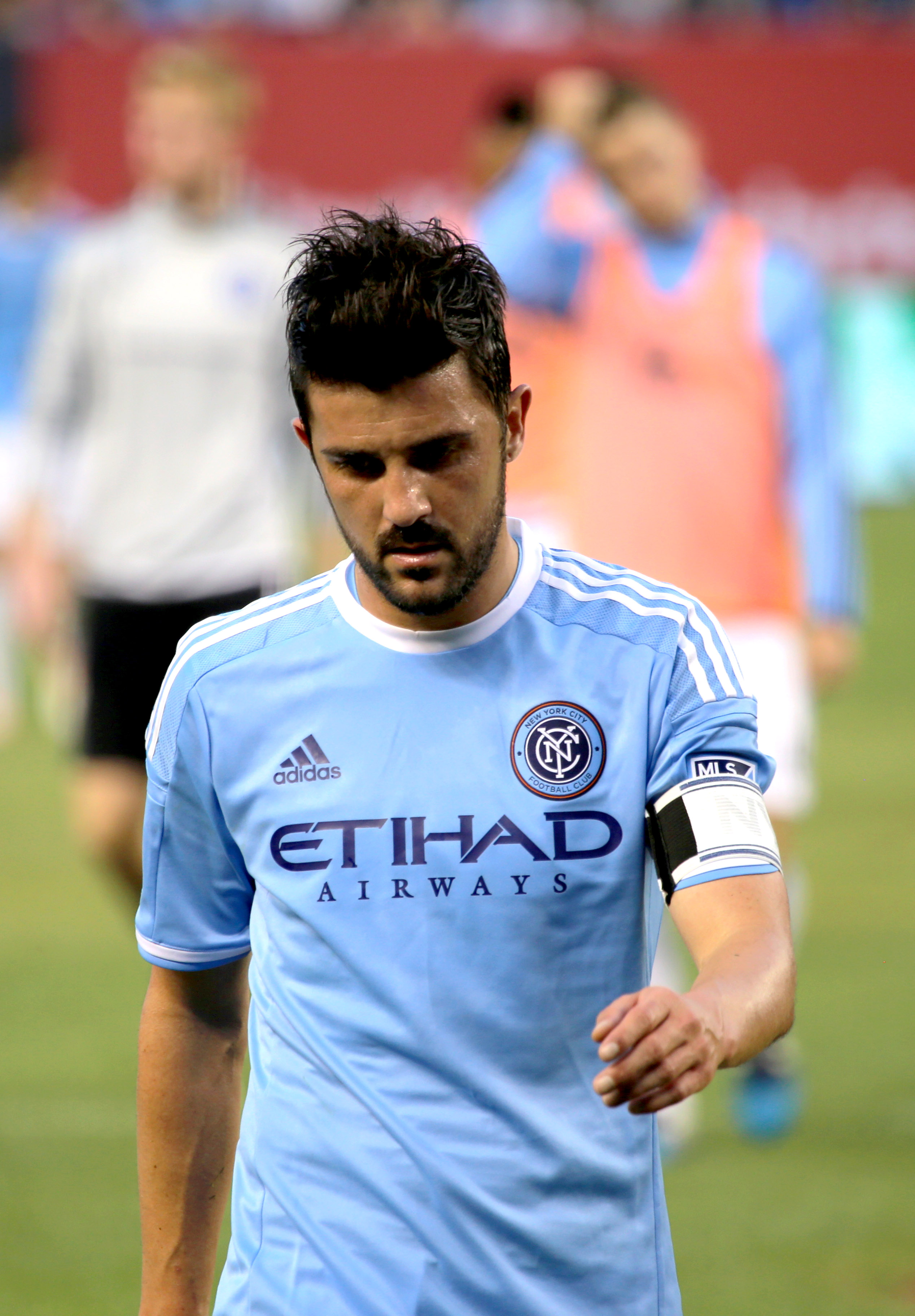
David Villa, primeira contratação da história do NYCFC.

Claudio Reyna, foi nomeado como diretor de futebol da equipe, responsável pela equipe técnica e por recrutar jogadores para a temporada 2015.
Em março de 2014, a equipe revelou seu escudo. O brasão é inspirado nas antigas placas do Metropolitano de Nova Iorque, com as cores da bandeira da cidade - laranja, azul e branco - e pentágonos representando os cinco bairros de Nova York.
Com a intenção de formar um time com grandes nomes do futebol mundial, o New York City teve como sua primeira grande contratação o atacante espanhol David Villa, vindo do Atlético de Madrid. Após a contratação do espanhol, o New York City anunciou no dia 24 de julho de 2014, a contratação do experiente meia inglês Frank Lampard, de 36 anos, que deixou o Chelsea depois de 13 temporadas pelo clube inglês. Além dos dois jogadores, o time de Nova York trouxe também o defensor Jeb Brovsky, o meia Andrew Jacobson, o goleiro Josh Saunders e os meias Mikkel Diskerud e Andrea Pirlo.

### Partida inaugural
Em 8 de março de 2015, o New York City fez sua primeira partida oficial, no jogo inaugural da temporada 2015 da MLS, num jogo contra o Orlando City, time que também fez sua estreia na liga americana. O time de New York empatou a partida por 1-1, o gol saiu após passe de David Villa e, o camisa 10 do time nova-iorquino, Mix, marcou o gol, sendo o primeiro gol oficial da história do clube.

### Primeiro Hat-trick
O primeiro hat-trick da história do clube foi marcado pelo inglês Frank Lampard, no dia 30 de julho de 2016, dia em que o New York City goleou o Colorado Rapids por 5x1. O primeiro gol, que abriu o placar do jogo, saiu aos 27 minutos do primeiro tempo. O segundo, quando o jogo já estava sendo ganho por 3x0, foi marcado aos 35 minutos do segundo tempo. O terceiro e último gol do meia foi marcado por pênalti, três minutos depois, sendo o último dos cinco gols do time nova-iorquino.

## Estádio
Antes da equipe oficial ser anunciada, projetos foram apresentados pela MLS para construir o estádio no parque Flushing Meadows-Corona Park que foi sede da feira mundial em 1939, no Queens, mas o projeto não foi continuado. O local mais indicado para a construção do estádio é o Citi Field, a casa do rival dos Yankees (time de Basebol), o New York Mets. Os Mets se opuseram à construção de um novo estádio tão perto de seu próprio, com uma demanda aparente de até US$ 40 milhões em compensação financeira pela utilização de suas instalações em jogos de futebol se o novo estádio for construído. Este plano também não agradou um grupo de advogados, por converter um espaço público em uma empresa privada. A liga anunciou que o clube irá procurar por outros estádios em potencial. Em 21 de abril de 2014, o clube confirmou que ele iria jogar sua primeira temporada jogando no estádio dos Yankees o Yankee Stadium. O CEO do Manchester City, Ferran Soriano, disse que a equipe terá que jogar em uma casa temporária de dois até três anos e, que projetos para um futuro estádio já estavam em andamento. Valentin Castellanos

## Estatísticas

### Participações
|  | Participações em 2020 |

| Competição     | Competição                    | Temporadas | Melhor campanha         | Estreia | Última | P | R |
| Estados Unidos | Major League Soccer           | 7          | Campeão (2021)          | 2015    | 2021   |   |   |
| Estados Unidos | Lamar Hunt U.S. Open Cup      | 6          | Quartas-de-final (2019) | 2015    | 2020   |   |   |
|                | Liga dos Campeões da CONCACAF | 1          | Estreia (2020)          | 2020    | 2020   |   |   |

## Títulos
| CONTINENTAIS   | CONTINENTAIS      | CONTINENTAIS | CONTINENTAIS |
| Troféus        | Competição        | Títulos      | Temporadas   |
| -------------- | ----------------- | ------------ | ------------ |
|                | Campeones Cup     | 1            | 2022         |
| NACIONAIS      |                   |              |              |
| Troféus        | Competição        | Títulos      | Temporadas   |
|                | MLS Cup           | 1            | 2021         |
| REGIONAIS      |                   |              |              |
| Troféus        | Competição        | Títulos      | Temporadas   |
| Estados Unidos | Conferência Leste | 1            | 2021         |

## Elenco atual
Última atualização: 23 de fevereiro de 2025.

## Principais jogadores
Legenda:
 Grande Ídolo

## Símbolos

### Cores e escudo

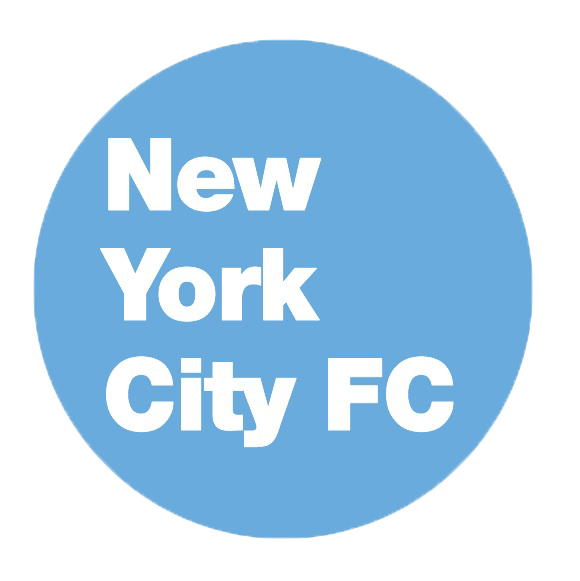
Emblema usado no lançamento do clube

Com a equipe anunciada quase dois anos antes que fosse jogado seu primeiro jogo, a diretoria do clube de Nova York anunciou sua intenção de criar um clube. Já na cerimônia lançamento da equipe, ela não revelou o emblema ou as cores do clube, em vez disso, apenas mostraram uma imagem de um círculo azul com o nome de New York City FC escrito dentro. Muitos designers gráficos tentaram adivinhar as cores do clube e criaram suas próprias desenhos e modelos de camisa.

As cores bandeira da cidade de New York deram origem ao atual escudo do time

Embora o Presidente do clube Ferran Soriano tivesse o desejo de criar um clube com identidade própria, em vez de depender de seus proprietários, o Manchester City e o New York Yankees, mas, com a presença de pessoas on-line em várias redes sociais, quiseram que o escudo usasse o azul claro do clube de Manchester e o azul marinho da equipe americana de baseball, juntamente com o branco empregado no escudo de ambos os clubes.  A mídia chegou a decretar que o emblema do time seria um reflexo do esquema de cores do clube inglês, com a cor azul claro, com partes brancas.
As duas opções de emblema que poderiam ser votadas, foram projetadas por Rafael Esquer e, foram revelados no dia 10 de março. O emblema escolhido tem as cores azul marinho, azul claro e laranja. O laranja foi uma homenagem à herança holandesa da cidade de Nova Iorque, e a mesma sombra encontra-se na bandeira da cidade. os fãs receberam três dias para votar o projeto final, e o vencedor foi anunciado em 20 de março.

### 1º Uniforme
| 2015–2016 | 2017–2018 | 2019–2020 | 2021–2022 | 2023– |

### 2º Uniforme
| 2015 | 2016–2017 | 2018–2019 | 2020–2021 | 2022–2023 |

### Uniforme Alternativo
| 2017–2018 | 2019–2020 | 2020–2021 |

## Patrocinadores
A patrocinadora oficial do City Football Group, Etihad Airways foi anunciado para ser o primeiro patrocinador do New York City, em um evento em Nova York, em 13 novembro de 2014, no mesmo evento em que a primeira camisa do clube foi apresentada. O anúncio também apresentou as patrocinadoras secundárias, a Heineken e a Adidas.

### Material esportivo e patrocinadores
| Período | Material esportivo | Patrocínio     |
| ------- | ------------------ | -------------- |
| 2015–   | Adidas             | Etihad Airways |